# تومی هوروات
تومی هوروات (انگلیسی: Tomi Horvat؛ زادهٔ ۲۴ مارس ۱۹۹۹) بازیکن فوتبال اهل اسلوونی است.
وی همچنین در تیم‌های ملی فوتبال زیر ۲۱ سال اسلوونی و اسلوونی بازی کرده است.